# حور بلجيكي
حور بلجيكي (الاسم العلمي:Populus belgica) هو نوع غير مؤكد من النباتات يتبع جنس الحور من الفصيلة الصفصافية.